# Егоров, Иван Клавдиевич

Могила Ивана Егорова на II Аллее почётного захоронения в Баку

Иван Клавдиевич Егоров (4 января 1908 Тверская губерния — 12 октября 1973, Баку) — полковник Советской Армии, участник Великой Отечественной войны, Герой Советского Союза (1945).

## Биография
Родился 4 января 1908 года в деревне Ножкино (ныне — Удомельский район Тверской области). После окончания сельской школы в течение пяти лет работал подпаском и пастухом. С 1924 года работал на Вышневолоцкой текстильной фабрике, с 1928 года — на ленинградском заводе «Знамя труда». В 1929 году призван на службу в Красную Армию. В 1935 году окончил Севастопольское училище зенитной артиллерии.
С июня 1941 года — на фронтах Великой Отечественной войны. В боях два раза был ранен и контужен. Участвовал в битве за Москву, Сталинградской и Курской битвах, битве за Днепр, освобождении Белорусской ССР и Польши, боях в Германии. К началу 1945 года гвардии подполковник Иван Егоров командовал 303-м гвардейским зенитным артиллерийским полком 2-й гвардейской зенитной артиллерийской дивизии 5-й ударной армии 1-го Белорусского фронта. Отличился во время форсирования Одера.
31 января 1945 года успешно организовал переправу через Одер своего полка в районе населённого пункта Киниц в 16 километрах к северу от Зеелова. Только за 1 февраля полк отразил 36 вражеских авианалётов. 2 февраля во время очередного массированного авианалёта был контужен, но не покинул позиции, продолжая руководить действиями полка. Всего же в период с 19 января по 3 февраля 1945 года бойцы его полка сбили 30 вражеских самолётов, уничтожили около 250 солдат и офицеров противника, ещё 200 взяли в плен. За период наступательной кампании 1945 года полк сбил 105 немецких самолётов, уничтожил 4 танка, 39 автомашин, 6 артиллерийских и миномётных батарей.
Указом Президиума Верховного Совета СССР от 31 мая 1945 года за «образцовое командование полком в боях на территории Германии и проявленные при этом личное мужество и героизм» гвардии подполковник Иван Егоров был удостоен звания Героя Советского Союза с вручением ордена Ленина и медали «Золотая Звезда» за номером 6487.
После окончания войны продолжал службу в Советской Армии. В 1949 году окончил Евпаторийскую высшую офицерскую командную школу ПВО. В 1953 году в звании полковника был уволен в запас. Проживал в Баку.
Умер 12 октября 1973 года, похоронен на II Аллее почётного захоронения в Баку.
Был также награждён двумя орденами Красного Знамени и двумя орденами Красной Звезды, рядом медалей.